# ロシア連邦政府

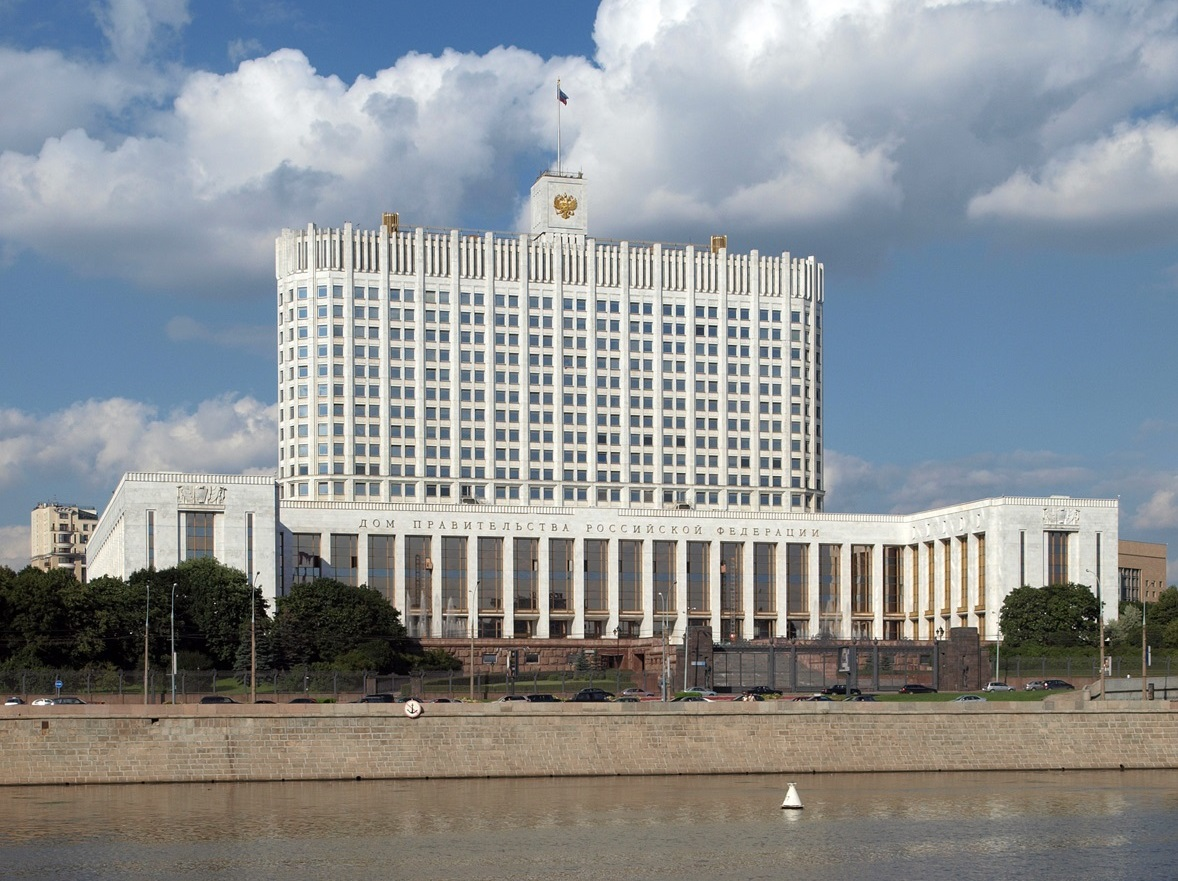
ロシア連邦政府ビル（通称：ホワイトハウス）

ロシア連邦政府（ロシアれんぽうせいふ、ロシア語: Правительство Российской Федерации 英: Government of Russia Federation）は、ロシア連邦の行政府。
現行のロシア連邦憲法によれば、ロシア連邦行政府の構成員は、全体選挙によるロシア連邦大統領が任命するロシア連邦政府議長（首相）、数人の副首相、各省の省長（大臣）であり、大統領は入っていない。
1978年ロシア憲法（1991年に修正）ではロシア大統領が行政府の最高責任者であった。しかし、1993年憲法（その後何度か修正されて現在に至る）では、第6条で「行政府はロシア連邦政府議長と副議長と各省の省長（大臣）で構成される。」となっていて、大統領は「元首」なので入っていない。

## 2020年1月以降の行政府
ミハイル・ミシュスティン首相の内閣承認時（2020年1月21日）のロシア政府の機構は以下の通りである 。
連邦政府議長・副議長
- ロシア連邦政府議長（ロシアの首相）
- 行政府管理担当副議長
- 極東管理担当副議長
- 文化・スポーツ担当副議長
- 社会問題担当副議長
- 建設事業担当副議長
- 経済・運輸・通信担当副議長
- 防衛産業担当副議長
- 農業担当副議長

各省と局
- 内務省
- 民間防衛・緊急事態・危機管理局
- 外務省
  - 独立国家共同体・海外居住同胞・文化交流局
- 国防省
  - 軍事技術協力サービス
  - 技術・輸出サービス
- 司法省
  - ロシア連邦刑執行庁
  - 裁判所事務官サービス
- 保健省
  - 保健管理サービス
  - 医学・生物学局
- 文化省
  - 観光局
- 教育省
- 科学・高等教育省
- 天然資源・環境省
  - 気象学・水文学・環境監視局
  - 自然資源管理局
  - 水資源管理局
  - 森林資源局
  - 鉱物資源局
- 産業・通商省
  - 技術管理・計量局
- ロシア極東開発省
- 北カフカース問題省
- 農業省
  - 獣医学・植物検疫局
  - 水産局
- スポーツ省
- デジタル発展・通信・マスメディア省
  - 通信・IT・マスメディア管理サービス
  - プレス・マスメディア局
  - 通信局
- 建設・住宅公共サービス省
- 運輸省
  - 運輸管理サービス
  - 連邦航空運輸局
  - 連邦道路局
  - 連邦鉄道交通局
  - 連邦海上・河川運輸局
- 労働・社会保護省
  - 労働・雇用サービス
- 財務省
  - 酒類市場監督サービス
  - 税金サービス
  - 通関サービス
  - 国庫
- 経済発展省
  - 認可サービス
  - 登録サービス
  - 国家統計サービス
  - 知的財産権サービス
  - 国家財産管理局
- エネルギー省

連邦サービスと局
- 国家財産局
- ロシア対外情報庁 (SVR)
- ロシア連邦保安庁 (FSB)
- ロシア連邦警護庁 (FSO)
- 保護サービス
- 財務監視サービス
- 公文書局
- 大統領特殊プログラム総局 (GUSP)

## 旧行政府
以下の省庁名は、2008年5月のドミートリー・メドヴェージェフ政権発足以前のもの。2008年5月以降、政府機構が大幅に変わっている。最新の機構図は、ロシア政府公式ホームページ（外部リンク参照）にある。

### 大統領直轄省庁
- 内務省
  - 連邦移民庁
- 民間防衛問題・非常事態・自然災害復旧省
- 外務省
- 国防省
  - 連邦軍事技術協力庁
  - 連邦技術・輸出監督庁
  - 連邦国防発注庁
  - 連邦特殊建設局
- 司法省
  - 連邦刑執行庁
  - 連邦登記庁
  - 連邦執達吏庁
- 対外情報庁
- 連邦保安庁
- 連邦麻薬流通監督庁
- 連邦警護庁
- 連邦伝書使庁
- 大統領特殊プログラム総局
- 大統領総務局

### 政府所轄省庁
- 保健・社会開発省（保健・社会発展省）
  - 連邦消費者の権利擁護・福祉分野監督庁
  - 連邦保健・社会発展分野監督庁
  - 連邦労働・雇用庁
  - 連邦保健・社会発展局
  - 連邦生物医学局
  - 連邦ハイテク医療援助局
- 文化省
  - 連邦マスコミ分野・文化遺産保護法令遵守監督庁
  - 連邦公文書局
  - 連邦文化・映画芸術局
  - 連邦出版・マスコミ局
- 教育・科学省
  - 連邦教育・科学分野監督庁
  - 連邦知的所有権・特許・商標庁
  - 連邦教育局
  - 連邦科学・発明局
- 自然資源省
  - 連邦自然利用分野監督庁
  - 連邦水資源局
  - 連邦林業局
  - 連邦地下利用局
- 産業・エネルギー省
  - 連邦産業局
  - 連邦エネルギー局
  - 連邦技術規制・度量衡局
- 地域開発省
  - 連邦建設・公営住宅運営局
- 農業省
  - 連邦獣医・植物衛生監督庁
  - 連邦漁業局
- 連邦運輸省
  - 連邦運輸分野監督庁
  - 連邦航空運輸局
  - 連邦道路局
  - 連邦鉄道運輸局
  - 連邦海上・河川運輸局
  - 連邦測地・地図局
- 情報技術・通信省
  - 連邦通信分野監督庁
  - 連邦通信局
  - 連邦情報技術局
- 財務省
  - 連邦税務庁
  - 連邦保険監督庁
  - 連邦会計・予算監督庁
  - 連邦会計監視庁
  - 連邦国庫（庁級）
- 経済発展省
  - 連邦国家備蓄局
  - 連邦不動産対象調査局
  - 連邦連邦財産統制局
  - 連邦特別経済地帯統制局
- 連邦国家統計庁
- 連邦生物学・技術・原子力監督庁
- 連邦関税庁
- 連邦宇宙局
- 連邦体育・スポーツ局
- 連邦観光局